# Opel Blitz
Pour les articles homonymes, voir Blitz (homonymie).
L'appellation Opel Blitz (littéralement « Opel éclair ») désigne des camions légers et rapides de la firme allemande Opel AG, filiale de General Motors (USA), qui ont été produits entre les années 1930 et les années 1970. Ils sont capables de transporter une importante quantité de matériel (théoriquement 3 100 kilogrammes de charge) malgré leur faible masse. Ils furent le principal camion de la Wehrmacht durant la Seconde Guerre mondiale.

## 1930 à 1954

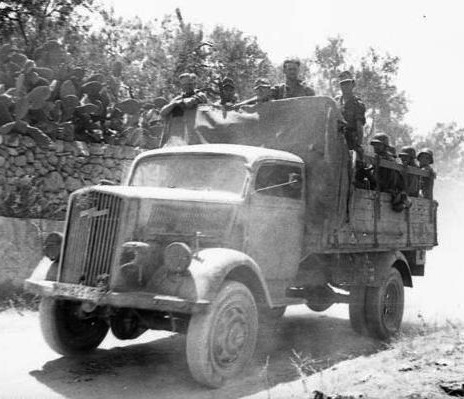
Soldats de la Wehrmacht en Italie sur un Blitz en 1944
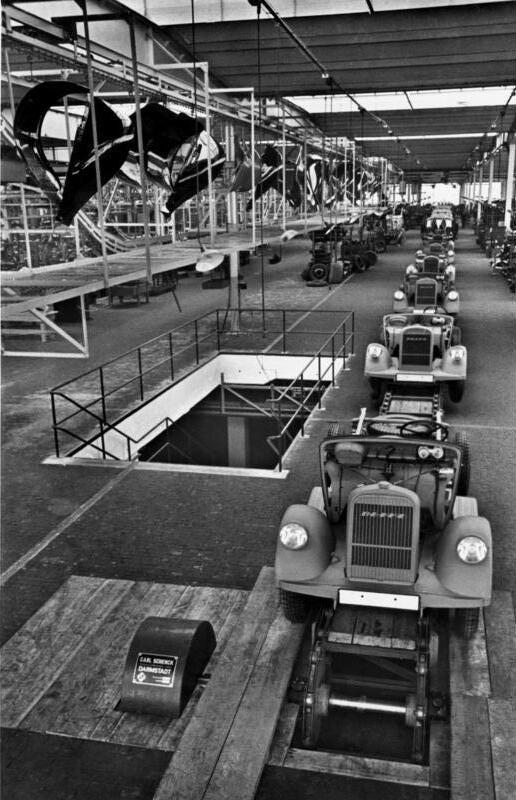
Production des Blitz dans Opelwerk Brandenburg (en), l'usine Opel à Brandebourg-sur-la-Havel, en 1936
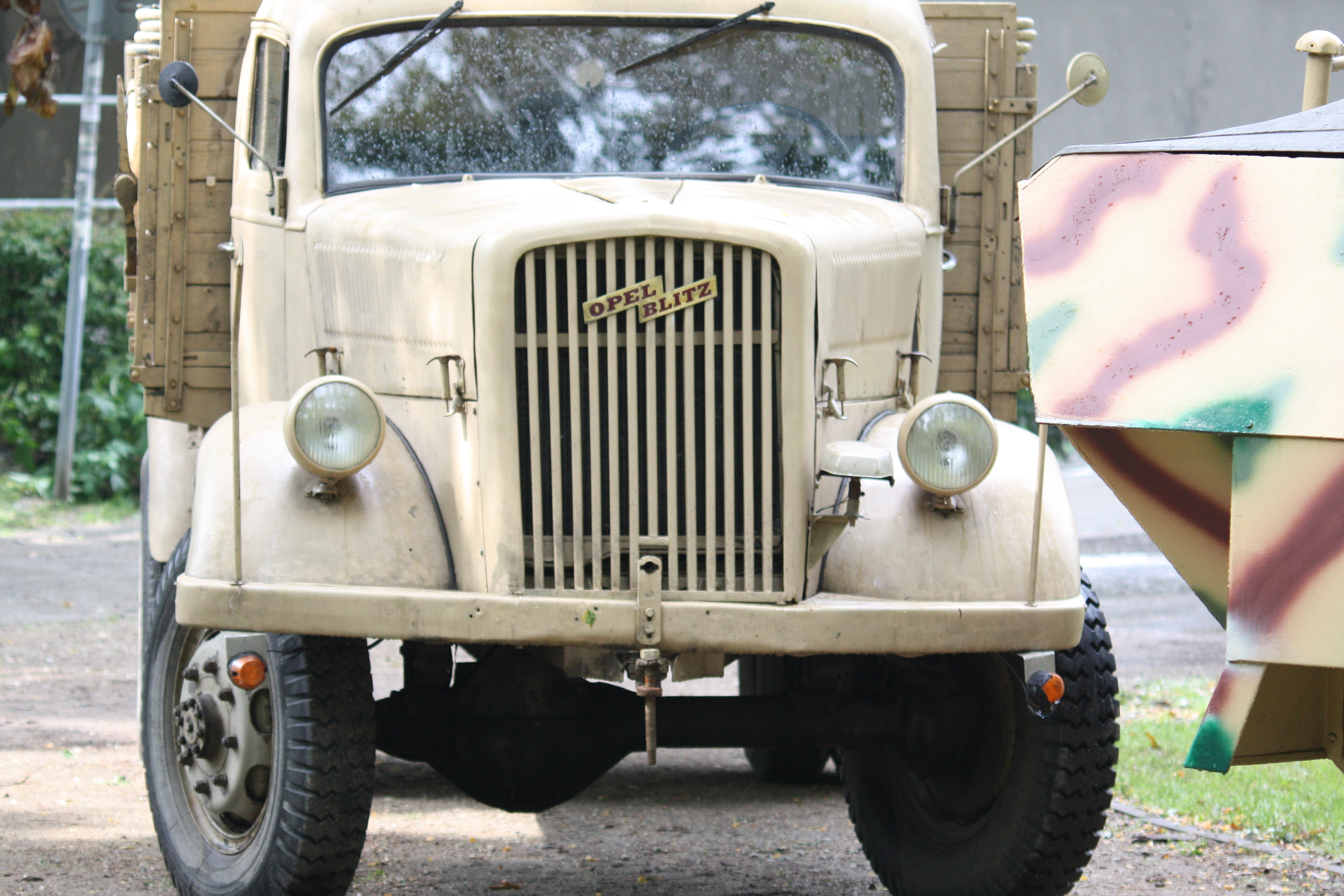
Un Blitz dans une reconstitution de l'insurrection de Varsovie
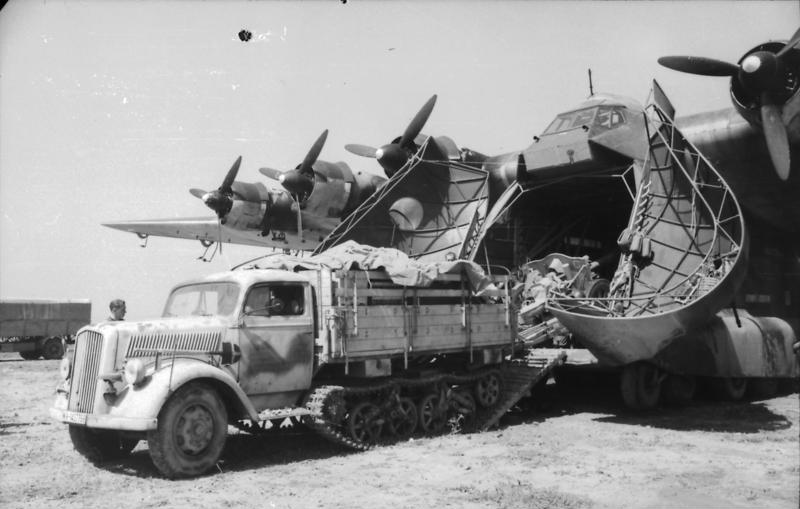
Un Opel Maultier tirant une pièce d'artillerie sortant d'un Me-323

Avant la Seconde Guerre mondiale, Opel était le plus grand constructeur de camions du Reich allemand. Des camions légers avaient déjà été produits par Opel auparavant, mais sous des désignations incohérentes basées sur le moteur et la charge utile. À la suite d'un concours interne mené jusqu'au 6 octobre 1930, le nom Blitz, déjà utilisé 40 ans plus tôt pour les vélos Opel, fut choisi pour le nouveau camion à trois empattements et à quatre ou six cylindres pour 1,5 à 2 tonnes de charge utile, présenté en novembre 1930. En 1934, il existait quatre versions de base du modèle d'une tonne et 14 versions des plus gros camions de deux à deux tonnes et demie. Dans le cadre du réarmement de la Wehrmacht, Opel a construit en 1935, à l'initiative du gouvernement nazi, l'usine de camions de Brandebourg, conçue pour une capacité totale de 25 000 camions par an. En 1937, le type de camion plus gros a été remplacé par un nouveau moteur OHV de 75 ch en remplacement du moteur à essence à commande latérale de 68 ch techniquement révisé du modèle GM Buick Marquette, qui était également utilisé dans l'Opel Admiral. À partir de 1940, le camion standard de 3,0 t Opel Blitz 3,6-36 (cylindrée de 3,6 litres ; empattement de 3,6 mètres) était disponible pour la Wehrmacht dans les versions Blitz S (standard) et Blitz A avec transmission intégrale (empattement de 3,45 mètres). Pour un usage commercial, un modèle doté d'un système de gazéification du bois standard est entré en production en 1943.
Après que la direction américaine s'est d'abord montrée passive contre l'inclusion d'Opel dans l'économie de défense du régime nazi, le régime nazi a menacé General Motors de confisquer les usines en tant qu'actifs ennemis. L'Opel Blitz 3.6-36 de trois tonnes (voir plan Schell), produit à partir de 1937 comme « camion standard » dans l'usine Opel de Brandebourg, a été produit comme véhicule sous licence par Daimler-Benz à l'usine de Mannheim à partir de juin. À partir de 1944 sur ordre du ministre de l'Armement Albert Speer. La production prévue à Borgward n'était plus possible après le raid aérien américain du 12 octobre 1944 sur l'usine de Brême-Sebaldsbrück. Rien qu'en 1943, Opel a construit 23 232 véhicules dans le Brandebourg/Havel. Après avoir été détruite par un raid aérien britannique le 6 août 1944, l'usine de Brandebourg est reconstruite cependant, la production n'a pas eu lieu. Sur ordre de l'administration militaire soviétique en Allemagne, les machines démontées ont été transportées en Union soviétique et tous les bâtiments de l'usine ont été démolis.
Le Blitz S avec une charge utile de trois tonnes a été produit uniquement à l'usine Daimler-Benz de Mannheim d'août 1944 jusqu'à la fin de la guerre. À la fin de la guerre, l'entreprise n'était pas en mesure de produire plus d'environ 2 500 camions « Blitz », l'investissement dans la production fut donc un échec économique pour Daimler-Benz. À partir de juin 1945, l'usine de Mannheim a construit les camions sans aucune désignation de fabricant sous la désignation L 701 – initialement avec une cabine de conduite en panneaux durs. À partir d'août 1948, le véhicule est équipé d'une cabine en tôle fournie par Opel.
Les camions étaient vendus sous le nom d'Opel ainsi que de Mercedes-Benz. Entre 1950 et 1954, Opel a fabriqué à Rüsselsheim les 467 derniers véhicules à partir de pièces préfabriquées, après la fin de la production du Blitz chez Daimler-Benz à Mannheim le 10 juin 1949. Il n'y avait pas de modèle successeur dans cette classe de taille (charge utile de 3 t) à partir de Opel. Mercedes a produit le L 311 comme successeur.
Un modèle Blitz plus petit, avec une charge utile de 1,5 t, fut construit en 16 410 exemplaires de janvier 1938 à novembre 1942 à Rüsselsheim, où la production reprit en 1946. La voiture était propulsée par le moteur à essence six cylindres de 2,5 litres ou 55 ch de la Opel Kapitan.
Durant la Seconde Guerre mondiale, le véhicule semi-chenillé Maultier fut également construit sur la base d'éléments du Blitz.

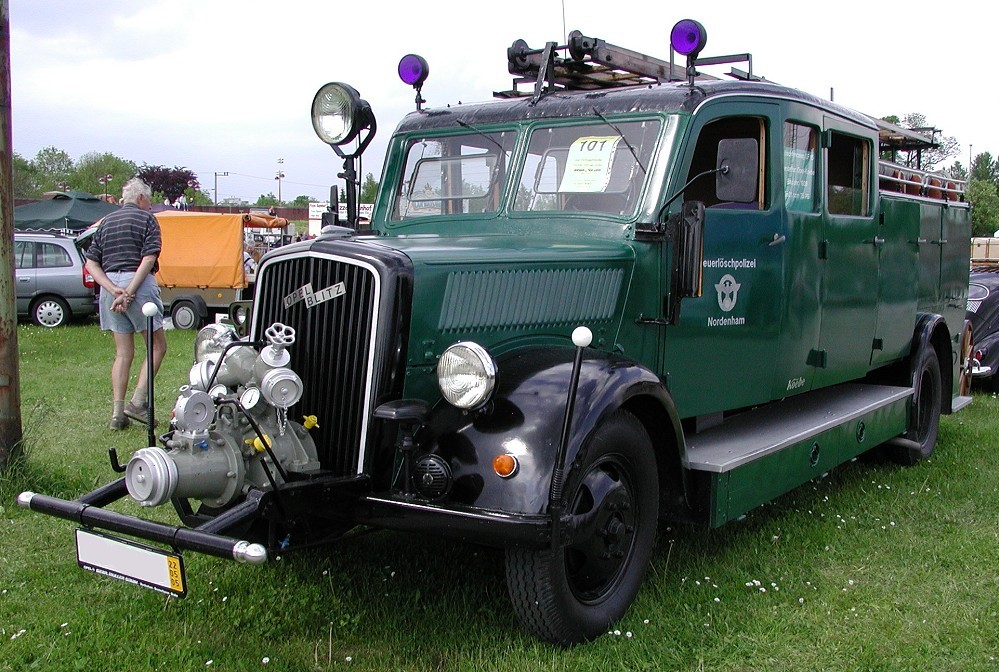
Opel Blitz Pompier type LF 15 de 1938
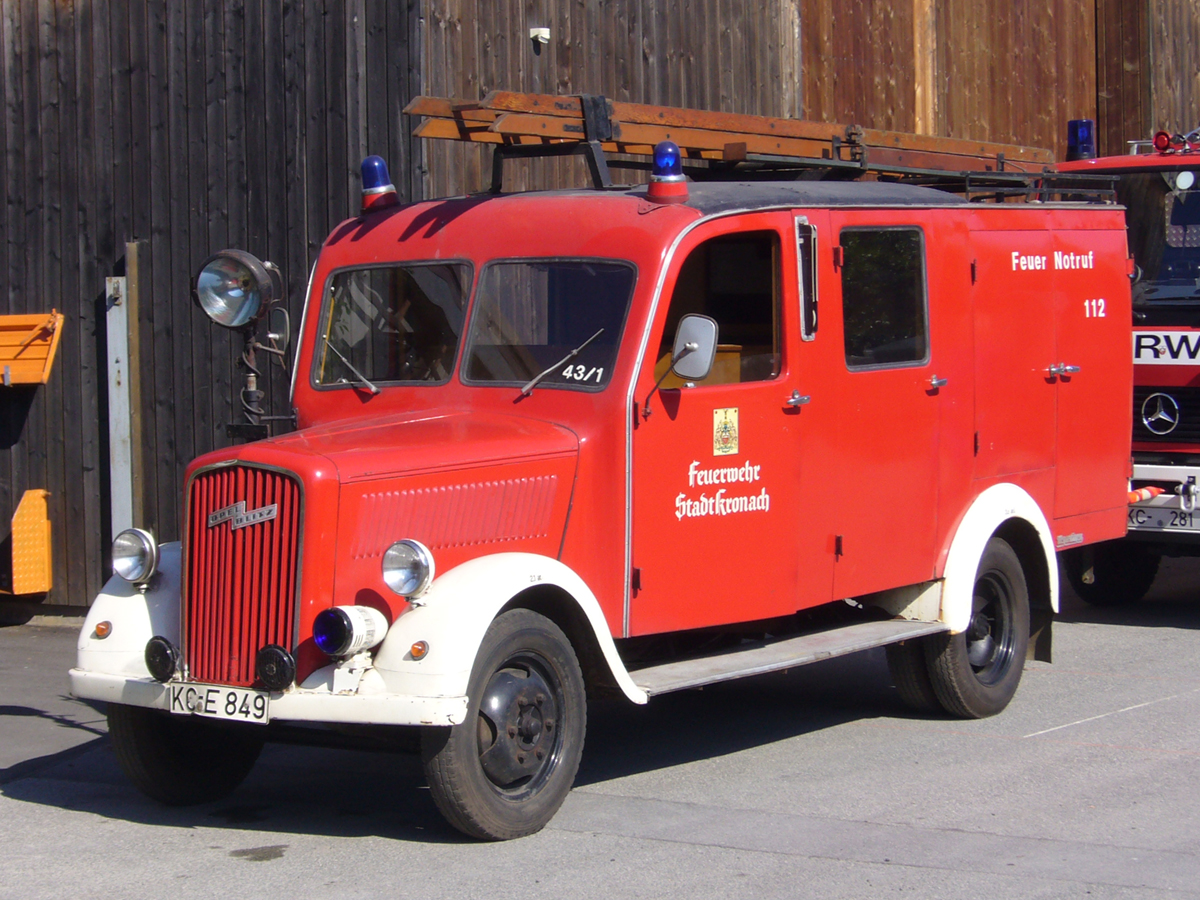
Opel Blitz des pompiers de Kronach de 1951 avec carrosserie Mayer, Hagen
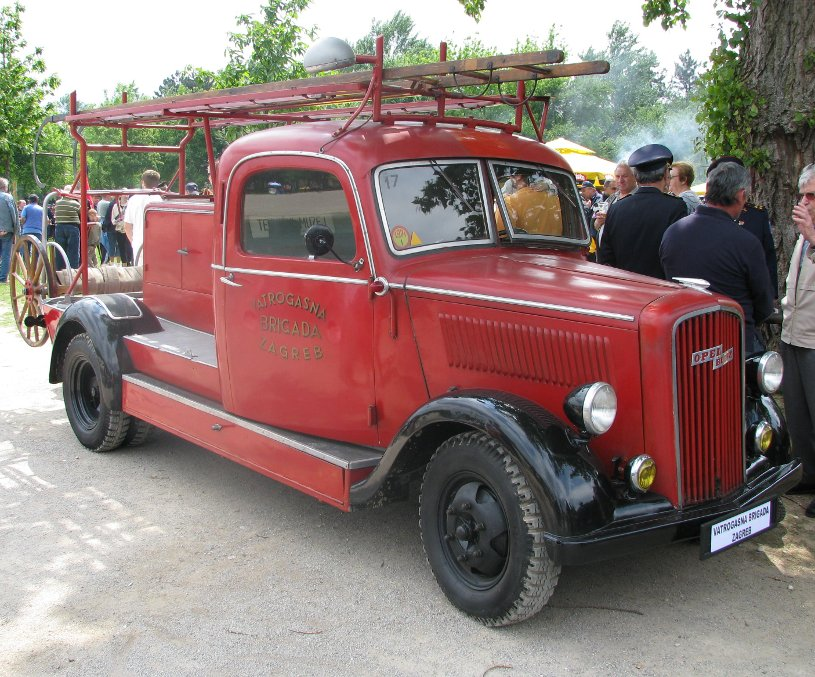
Camion de pompiers Opel Blitz à Zagreb
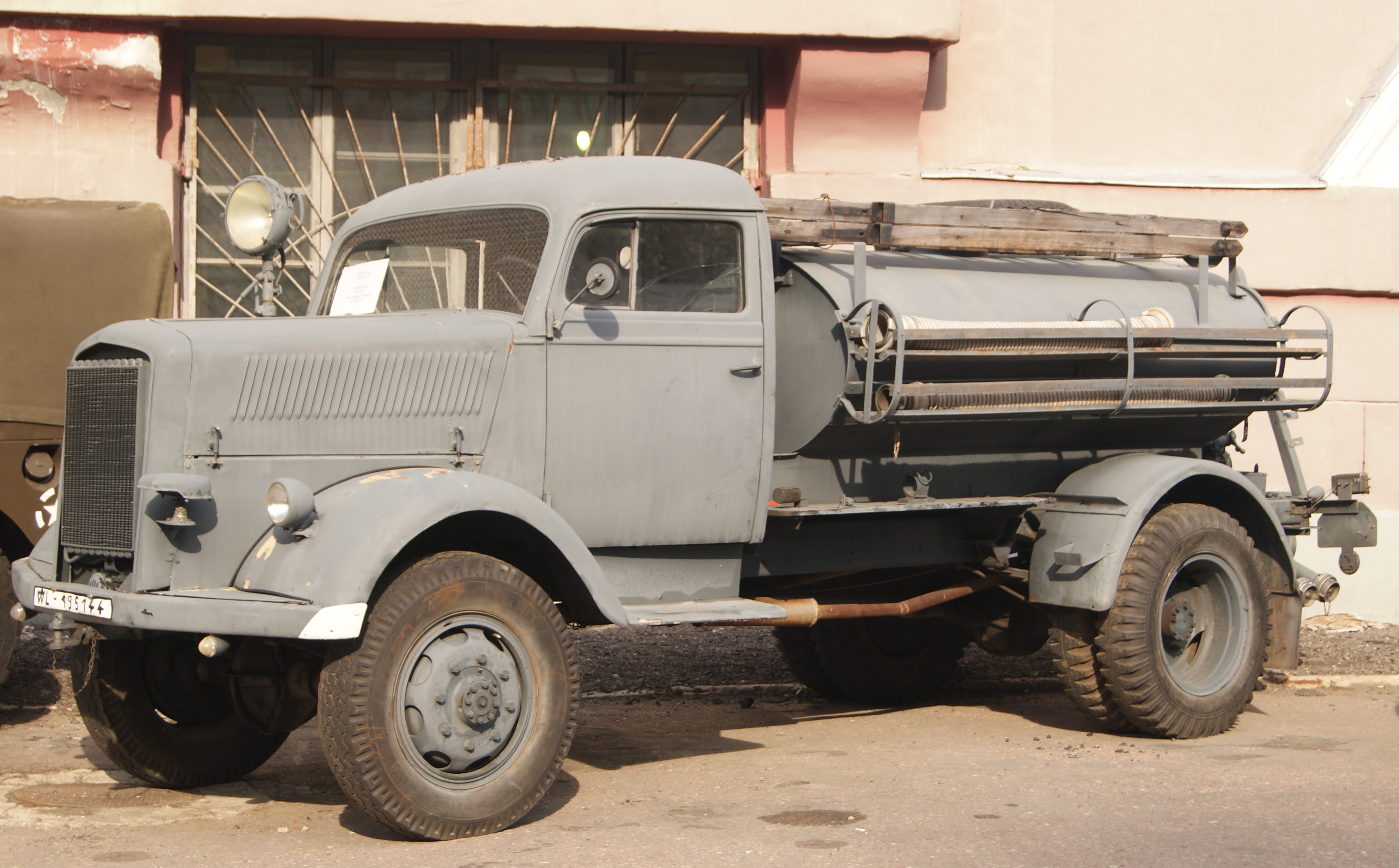
Opel Blitz 3,6-6700A (transmission intégrale) TLF (citerne de pompiers) 15/43

## Après guerre

### 1952–1960
Dans les années d'après-guerre, la construction du Blitz d'avant-guerre, avec quelques modernisations, a continué. À partir de 1952, un nouveau Blitz de 1,5 tonne fut introduit. Bien qu'il ait conservé l'ancien châssis et le moteur d'avant-guerre, il utilisait une version modifiée de la cabine du camion américain Chevrolet/GMC Advance Design, qui était beaucoup plus moderne que les cabines d'avant-guerre,,.
Dans le même temps, des camions légers de conception similaire ont également été créés par Borgward (B 1500) et Hanomag (Hanomag L 28). L'Opel Blitz redessiné était disponible en version fourgonnette et pick-up. Le nouveau modèle était initialement conçu pour une charge utile de 1,75 tonne (plus tard 2 tonnes), mais techniquement, sa base était presque inchangée par rapport à son prédécesseur et était toujours propulsé exclusivement par des moteurs à essence six cylindres. En raison de son design arrondi, la voiture était connue sous le nom de « Weichblitz ». Même si la concurrence était déjà bien plus forte – Daimler-Benz en particulier a conquis de nombreux clients Opel avec la Mercedes-Benz L 319 lancée en 1955 – l'Opel Blitz est resté leader du marché des camions légers dans les années 1950. L'Opel Blitz a également servi de base à un petit camion de pompiers, le modèle LF-8.
Sur une base contractuelle, Kässbohrer Fahrzeugwerke a construit les carrosseries des « bus panoramiques » Blitz sur des châssis Opel, qui offraient de la place pour 17 personnes. Entre 1953 et 1956, Kässbohrer a produit 67 carrosseries de bus. Le moteur six cylindres en ligne développait 58 ch et une cylindrée de 2 473 cm3. La vitesse maximale était de 95 km/h.

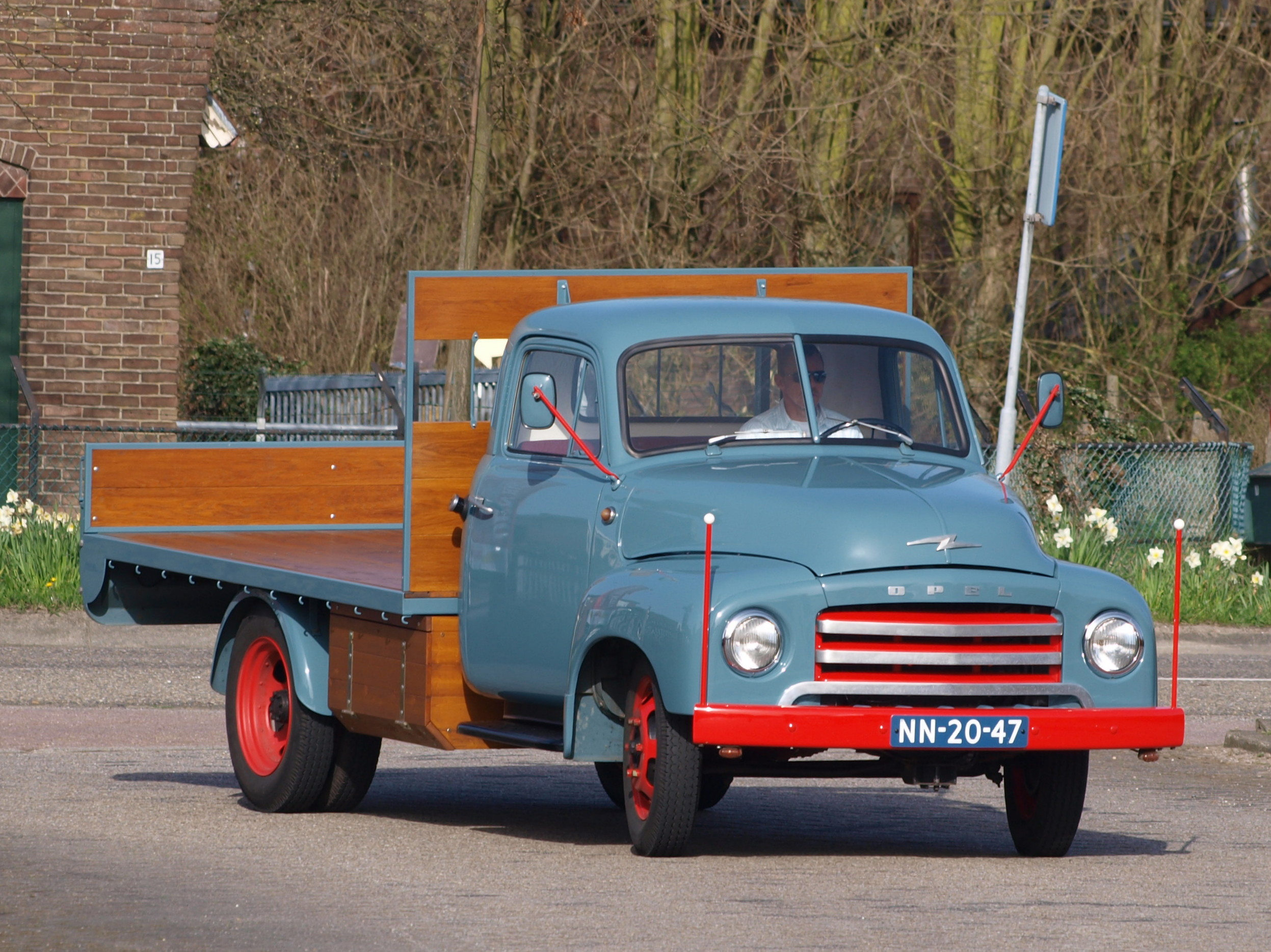
Camion à plateau Opel Blitz 1953
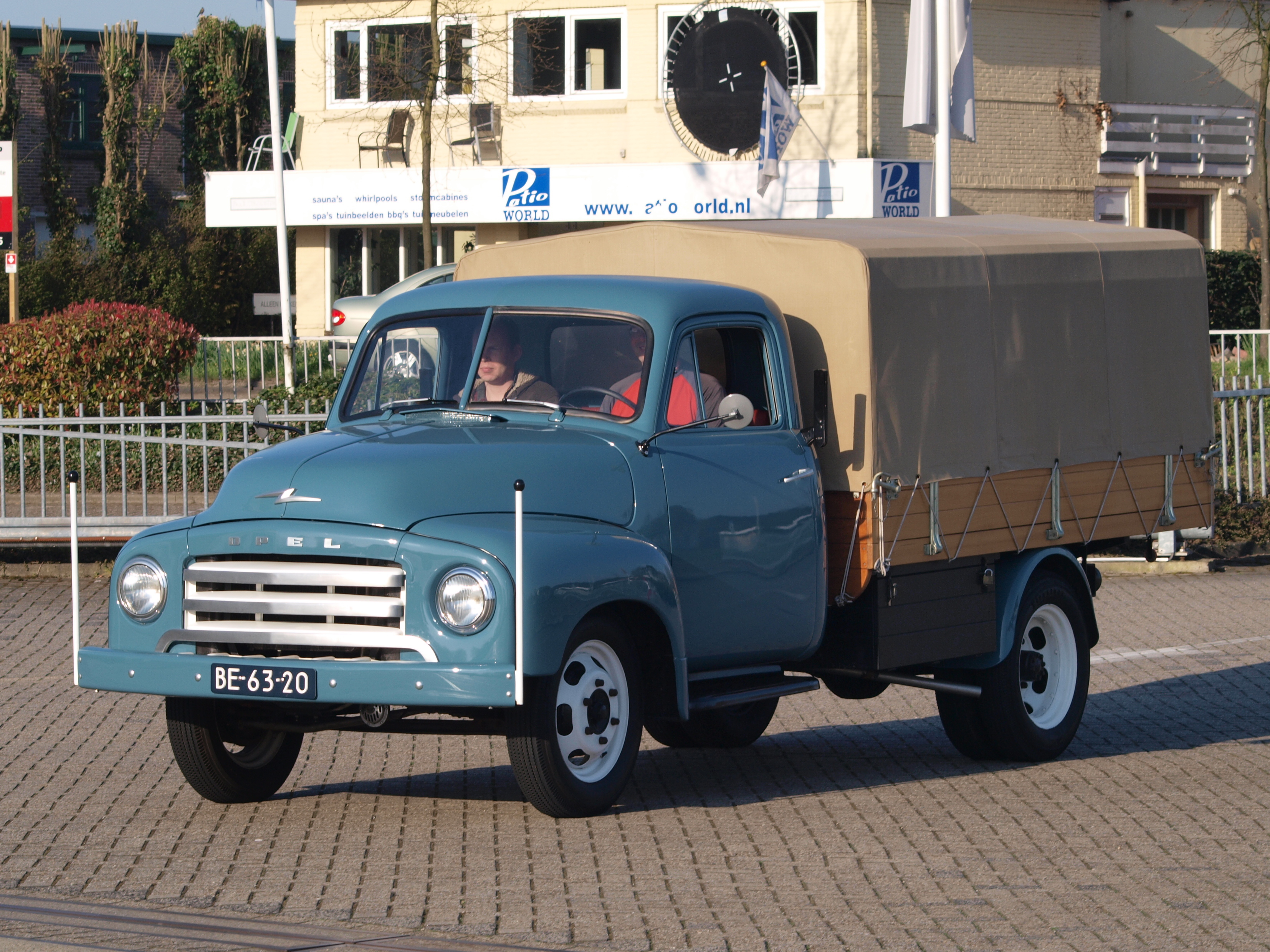
Camion à plateau Opel Blitz 1952-1960
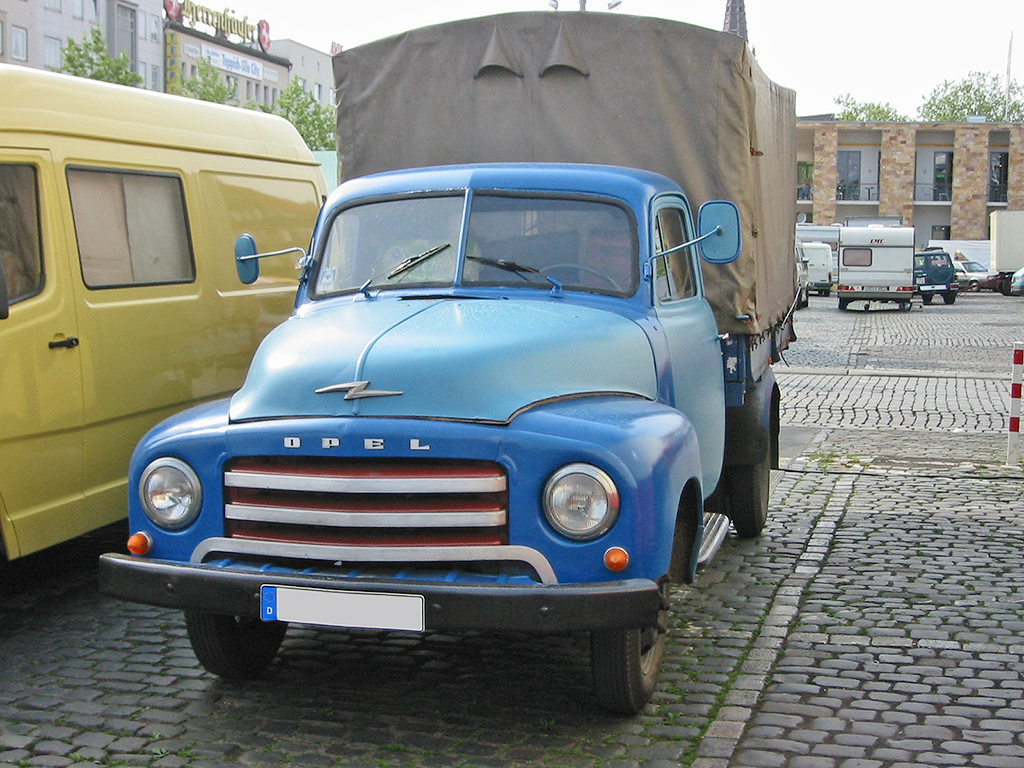
Autre camion à plateau Opel Blitz 1952-1960
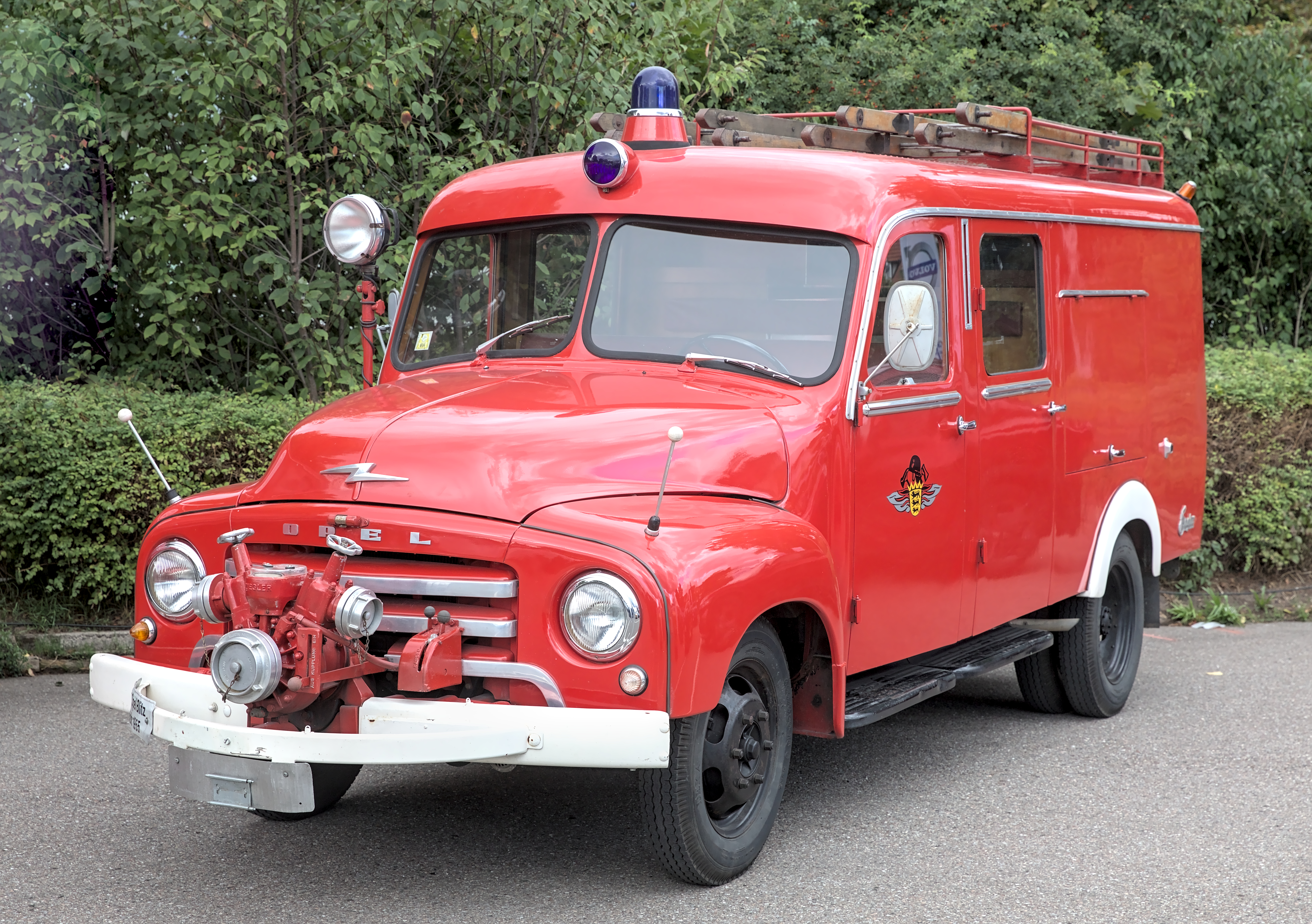
Le camion de pompières Opel Blitz 1952-1960
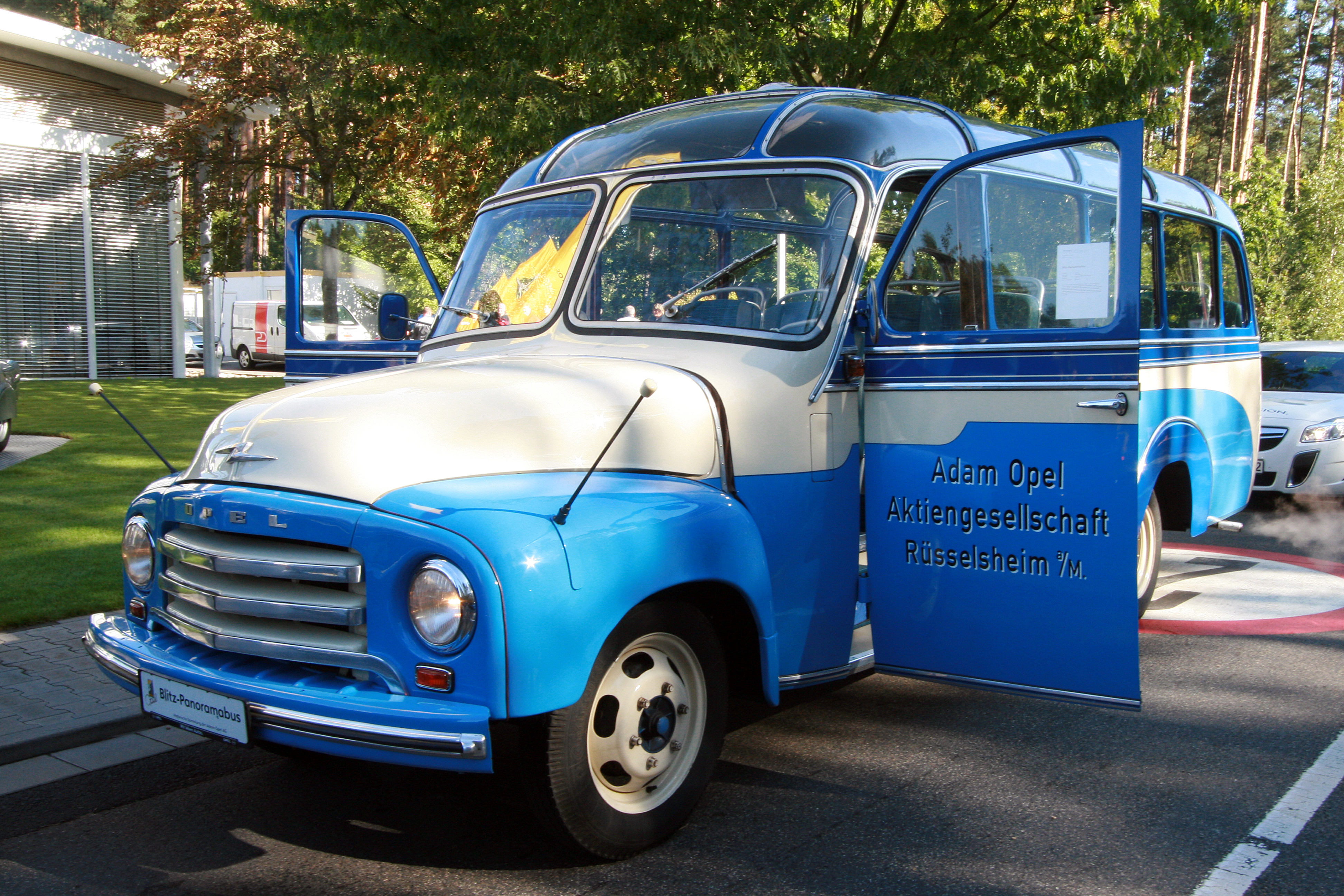
Autobus Opel Blitz 1953-1960

### 1960–1965
À partir de 1960, une Opel Blitz moderne a été produite et proposée, qui a remplacé l'ancien modèle et était désormais conçue pour une charge utile de 1,9 tonne. Il présentait un tout nouvel habitacle, plus moderne et sans le style américain, plus en phase avec les tendances européennes de l'époque. Le capot était devenu beaucoup plus court, les moteurs essence de la gamme des voitures particulières (Opel Kapitän) continuaient à servir de groupe motopropulseur et aucun moteur diesel n'était encore disponible. Cela a conduit Opel à perdre encore davantage de parts de marché au cours de la période suivante, car les clients exigeaient des moteurs diesel de plus en plus bon marché et les obtenaient également auprès de la concurrence.

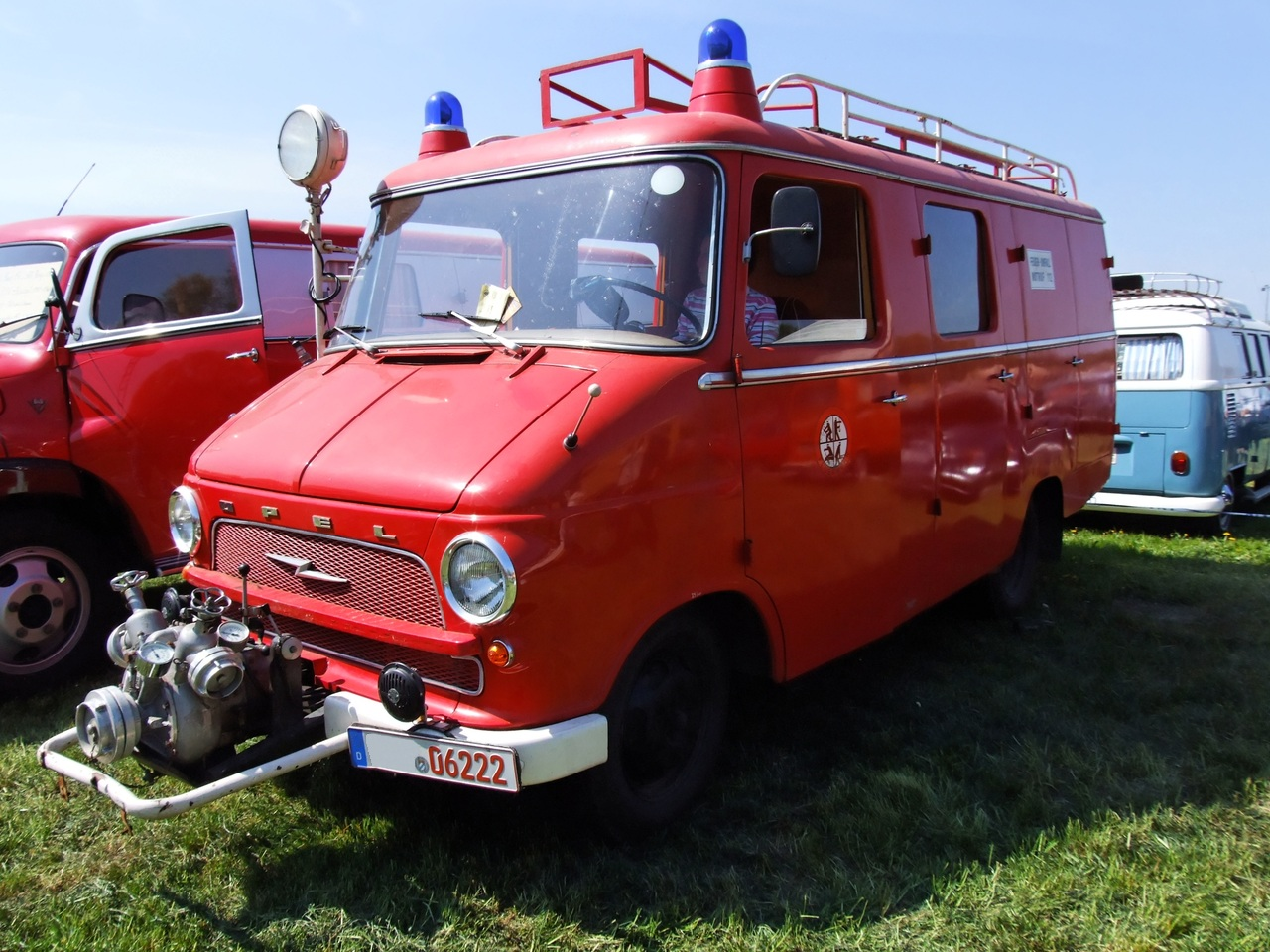
Le camion de pompiers Opel Blitz
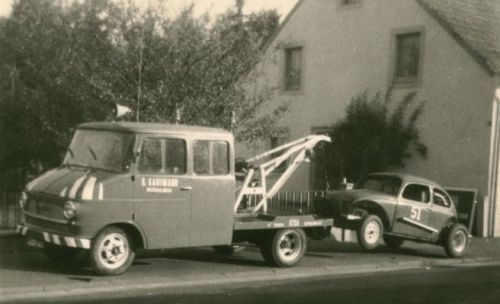
Dépanneuse Opel Blitz

### 1965–1975
En 1965, la dernière génération de l'Opel Blitz est arrivée sur le marché, il s'agissait d'une révision de la variante précédente, notamment au niveau de la potence. De plus, seuls des moteurs à essence ont été installés. Initialement, il s'agissait du nouveau moteur quatre cylindres CIH introduit avec l'Opel Rekord B. Il s'agissait de la variante 1,9 litre, dont la puissance a été réduite à 70 ch pour le Blitz, au profit d'une meilleure courbe de couple. Une boîte de vitesses à quatre vitesses a été utilisée. Quant au châssis, la structure de cadre conventionnelle avec essieux rigides et suspension à ressorts à lames est restée.
En 1966, un moteur six cylindres de 80 ch fut ajouté.
Le désir des clients pour les véhicules diesel a été ignoré jusqu'en 1968, entraînant une baisse continue des ventes. À partir de 1968, le Blitz est enfin disponible avec un moteur diesel, ce moteur quatre cylindres de 2,1 litres est issu de la gamme des voitures particulières Peugeot. Cela a conduit à une amélioration à court terme des chiffres de production, mais entre-temps, la foudre a perdu trop de terrain. Le constructeur, dont le secteur des voitures particulières se portait alors brillamment, a décidé de ne pas développer de successeur. Les ventes ont continué à stagner à un niveau bas et ont continué à chuter lentement. Le Blitz a été abandonné en 1975 sans modèle successeur.

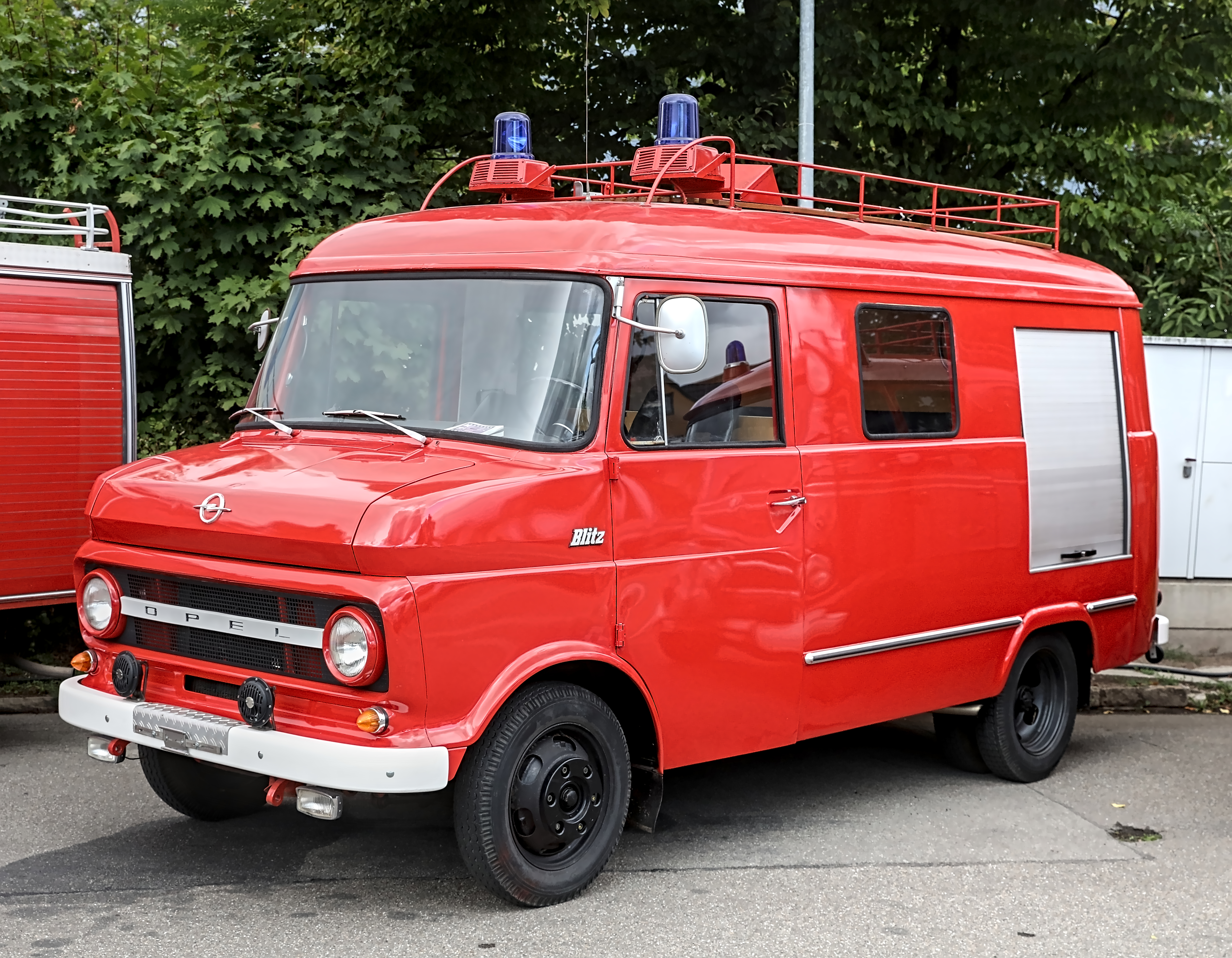
Le camion de pompiers Opel Blitz
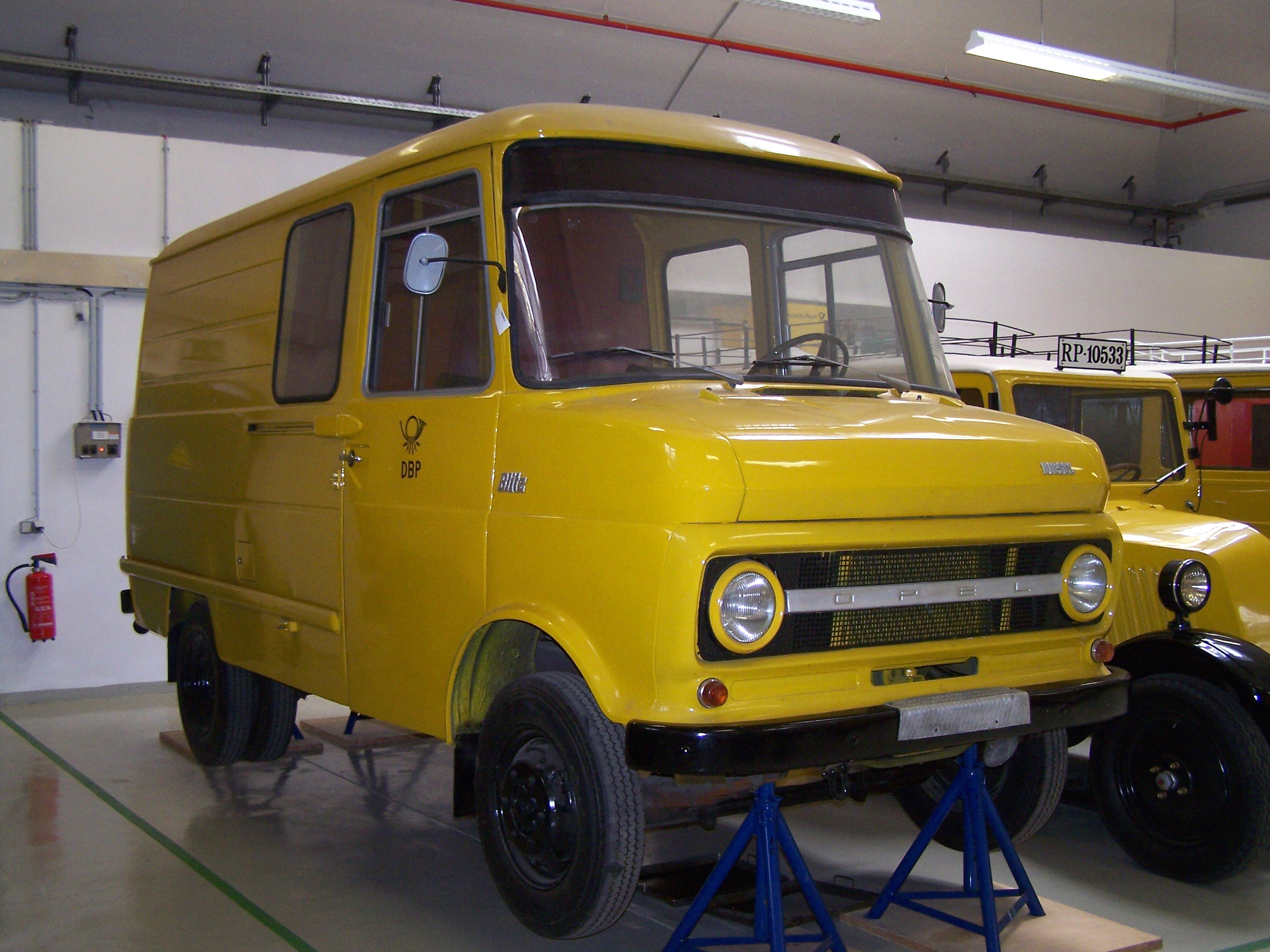
Opel Blitz dans le dépôt du musée du Musée de la communication avec le bâtiment Voll, Würzburg
- Véhicule Opel Blitz Circus Knie
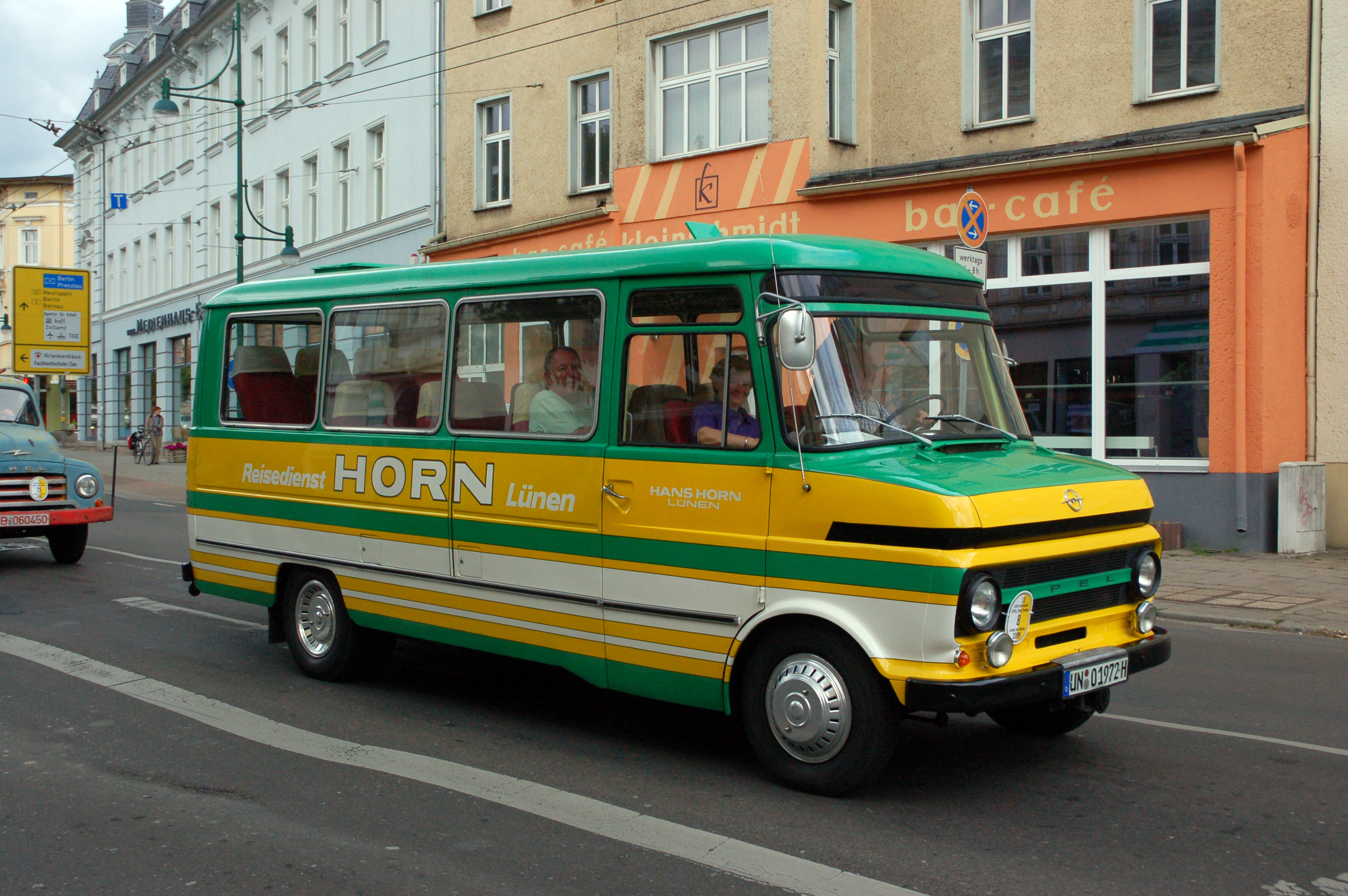
Bus Blitz de 1965/2009 à Eberswalde comme véhicule historique
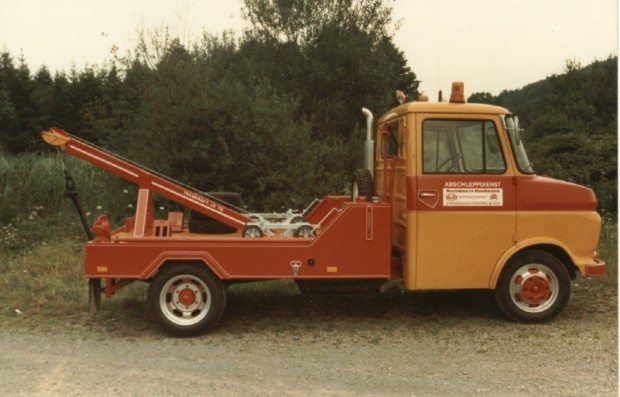
Dépanneuse Opel Blitz au début des années 1980 (carrossier Kaufmann Zweibrücken)
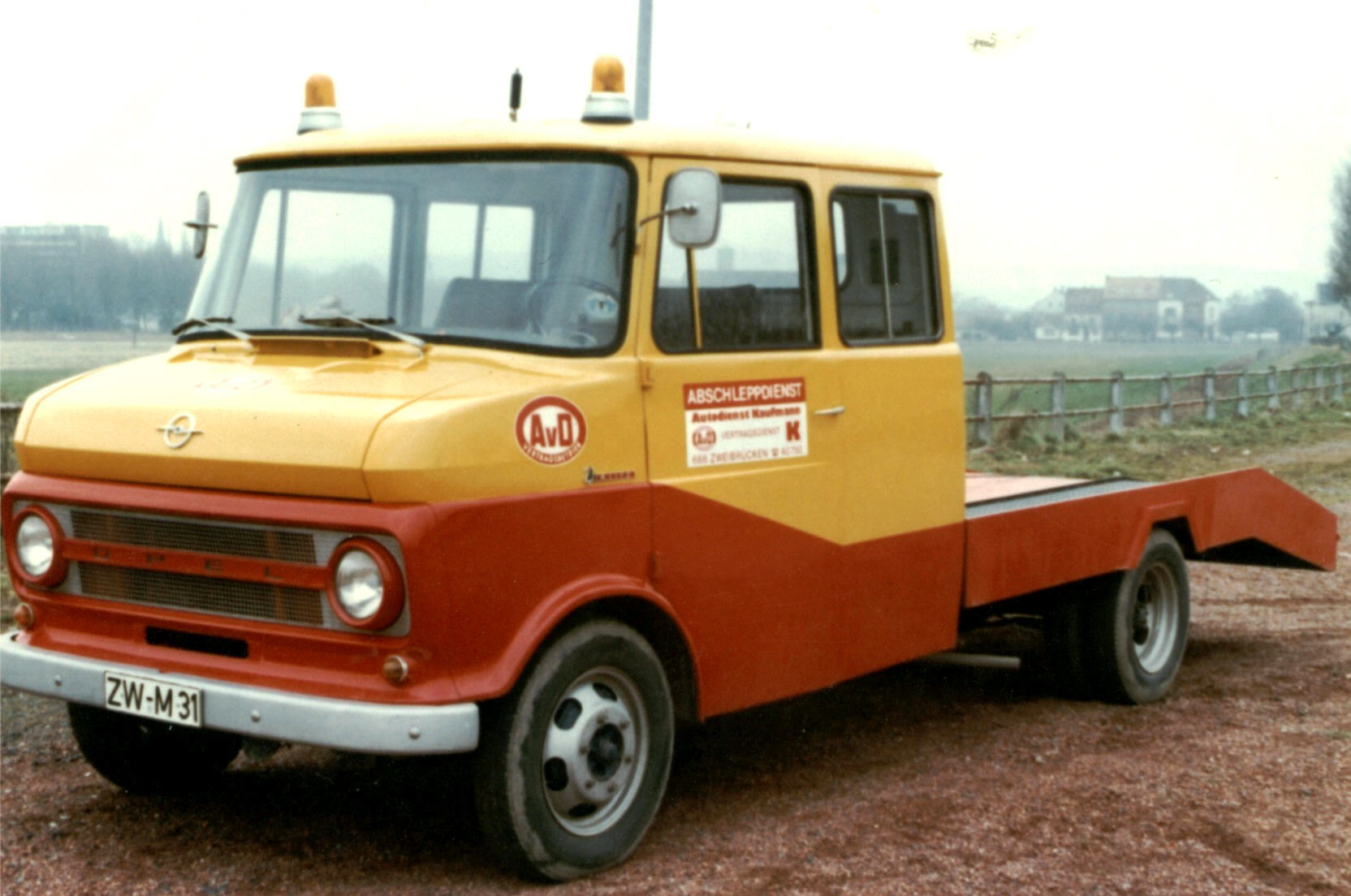
Opel Blitz double cabine à plancher surbaissé au début des années 1980 (carrossier Kaufmann Zweibrücken)

## Successeur
À partir des années 1970, GM a importé le Bedford CF britannique sur le marché allemand, sous le nom de Bedford Blitz. Cependant, cette camionnette était légèrement plus petite que le Blitz original et avait une charge utile beaucoup plus faible. En fait, seules les versions les plus lourdes atteignaient à peu près la même charge utile que le Blitz standard. Disponible de 1973 à 1987, son succès reste modeste. A ce titre, l'Opel Movano, sorti en 1997 et basé sur le Renault Master, peut être considéré comme un successeur plus direct.